# Pete Mickeal
Fenton Pete Mickeal (Rock Island, 22 febbraio 1978) è un ex cestista e procuratore sportivo statunitense.

## Carriera
È stato selezionato dai Dallas Mavericks al secondo giro del Draft NBA 2000 (58ª scelta assoluta).
Ha lasciato il Barcellona nell'aprile 2013, dopo aver annunciato un ritiro temporaneo dal basket giocato, a causa di una embolia polmonare.

## Palmarès

### Squadra
- Campionato ABA: 1

Kansas City Knights: 2002
- Campionato spagnolo: 3

Saski Baskonia: 2007-08
Barcellona: 2010-11, 2011-12
- Copa del Rey: 4

Saski Baskonia: 2009
Barcellona: 2010, 2011, 2013
- Supercoppa spagnola: 5

Saski Baskonia: 2007, 2008
Bercellona: 2009, 2010, 2011
- Liga catalana: 3

Barcellona: 2010, 2011, 2012
- Eurolega: 1

Barcellona: 2009-10

### Individuale
- ABA Most Valuable Player (2002)
- ABA Championship Tournament Most Valuable Player (2002)
- MVP Coppa del Re: 1

Barcellona: 2013